# 세르비아의 코로나19 범유행
세르비아의 코로나19 범유행은 SARS-CoV-2에 의해 발병된 세르비아의 코로나19 범유행이다. 최초 사례는 2020년 3월 25일 보고되었다.
2020년 11월 21일 기준, 세르비아에서는 1,593,281명이 검사를 받았으며 그 중 110,351명이 확진, 103,408명이 완치, 1,140명이 사망했다.

## 같이 보기
- 유럽의 코로나19 범유행
- 나라별 코로나19 범유행
- 코소보의 코로나19 범유행
- 코로나바이러스
- 코로나19 범유행
- 코로나19 백신
- 코로나19 치료제 개발